# Eduardo Coutelenq
Eduardo Coutelenq (Madrid, 9 de febrero de 1953 - Madrid, 7 de marzo de 2010) fue un actor español.

## Biografía
Se hizo extremadamente popular a finales de los años sesenta y principios de los setenta en España, al interpretar, durante cuatro años (1967-1971) a Quique, el hijo pequeño de Carlos Muñoz y Julia Martínez en la serie de TVE de enorme éxito en España La casa de los Martínez.
Con anterioridad había intervenido en algunos espacios también en televisión como la adaptación de Las aventuras de Tom Sawyer, para la serie Novela.
Durante el tiempo que la serie se mantuvo en antena, hizo alguna incursión en la gran pantalla, destacando El coleccionista de cadáveres (1970), de Santos Alcocer en la que tuvo ocasión de rodar junto a Boris Karloff y Jean-Pierre Aumont y en La casa de los Martínez, adaptación al cine de la serie que le lanzó a la fama y que dirigió en Agustín Navarro en 1971.
Una vez cancelada la serie, se apartó de la interpretación.